# Henry Chinaski
Henry Chinaski – postać fikcyjna, bohater wielu utworów amerykańskiego pisarza Charlesa Bukowskiego.
Henry Chinaski pojawia się w kilku powieściach (Faktotum, Z szynką raz, Listonosz, Kobiety, Hollywood) oraz licznych opowiadaniach i wierszach pisarza. Jest uważany za alter ego Bukowskiego, który w utworach z udziałem Chinaskiego opisywał własne doświadczenia życiowe, a jemu samemu nadał wiele cech swojego charakteru.
Chinaski jest również bohaterem dwóch filmów zrealizowanych na podstawie prozy Bukowskiego. W Ćmie barowej z 1987 (film nakręcony w oparciu o scenariusz samego Bukowskiego) postać tę odgrywa Mickey Rourke, a w Factotum (2005) Matt Dillon.